# Puyehue
Puyehue é uma das sete comuna da Província de Osorno na Região de Los Lagos (X Região), Chile. Sua capital comunal é o centro urbano de Entre Lagos.
Limita-se: a norte com Río Bueno, na Província de Ranco, Região de Los Rios; a oeste com San Pablo e Osorno; a sul com Puerto Octay e Puerto Varas (Província de Llanquihue); a leste com a República da Argentina.
Situa-se entre os lagos de Puyehue e Rupanco, e parte significativa do Parque Nacional Puyehue encontra-se na área da c
mioiokwe